# レッドバンクの戦い
レッドバンクの戦い（レッドバンクのたたかい、英: Battle of Red Bank）は、アメリカ独立戦争の1777年10月22日、フィラデルフィア市からは南、デラウェア川左岸（ニュージャージー側）にあったマーサー砦を奪取するために派遣されたイギリス軍ドイツ傭兵部隊が、アメリカ植民地側守備隊に大敗を喫した戦闘である。この勝利でアメリカ側が是非とも必要としていた士気が高揚された。イギリス軍はこの1か月後にマーサー砦を占領したが、フィラデルフィア市の占領を確固たるものにしようとしていたその作戦を遅らせられた。またフィラデルフィア市の北にいたジョージ・ワシントン将軍の軍隊に対する圧力も下げさせることになった。

## 背景
1777年9月26日、イギリス軍はフィラデルフィア市を占領した。アメリカ大陸軍は10月4日に起きたジャーマンタウンの戦いでイギリス軍宿営地への急襲に失敗した。大陸軍はデラウェア川を封鎖することで、イギリス軍がフィラデルフィア市を利用することを困難にしようとした。そのためにデラウェア川を見下ろす2つの砦が建設された。1つは、ニュージャージー側レッドバンクのマーサー砦（現在はニュージャージー州ナショナルパーク）だった。もう1つはデラウェア川の中州、スクーカル川が合流する地点の南に造られたミフリン砦であり、マーサー砦とは向かい合う位置にあった。大陸軍がこの2つの砦を保持する限り、イギリス海軍はフィラデルフィア市に行くことができず、陸軍への物資補給が困難だった。これらの砦に加え、デラウェア川には大陸海軍の小さな船隊がおり、これをペンシルベニア海軍が補い、全船隊はジョン・ヘイゼルウッド代将の指揮下にあった。
10月18日、イギリス軍北アメリカ総司令官ウィリアム・ハウ将軍は、ジャーマンタウンにあった宿営地を引き揚げ、軍隊をフィラデルフィア市内に退かせた。続いてデラウェア川を利用できなくしているアメリカ軍砦を占領するために軍隊の一部を派遣した。これより先、別の部隊をスクーカル川合流点のウェッブの渡しから、湿地のプロビデンス島（実際にはマッド島の向かい側、ペンシルベニア本土にあった）に派遣し、ミフリン砦を砲撃するための砲台を建設させていた。ミフリン砦に対する砲撃は10月11日に始まった。この攻撃的は散発的なものに終わり、イギリス軍はその砲台を拡張し、改良する必要があることを理解したに留まった。
一方、カール・フォン・ドノープ大佐の指揮する2,000名のドイツ傭兵部隊が、マーサー砦からは約4マイル (6 km) 上流、ニュージャージーのグロスターシティにあったクーパーの渡しに上陸し、レッドバンクの高台に位置する砦への攻撃準備を行った。

## 戦闘

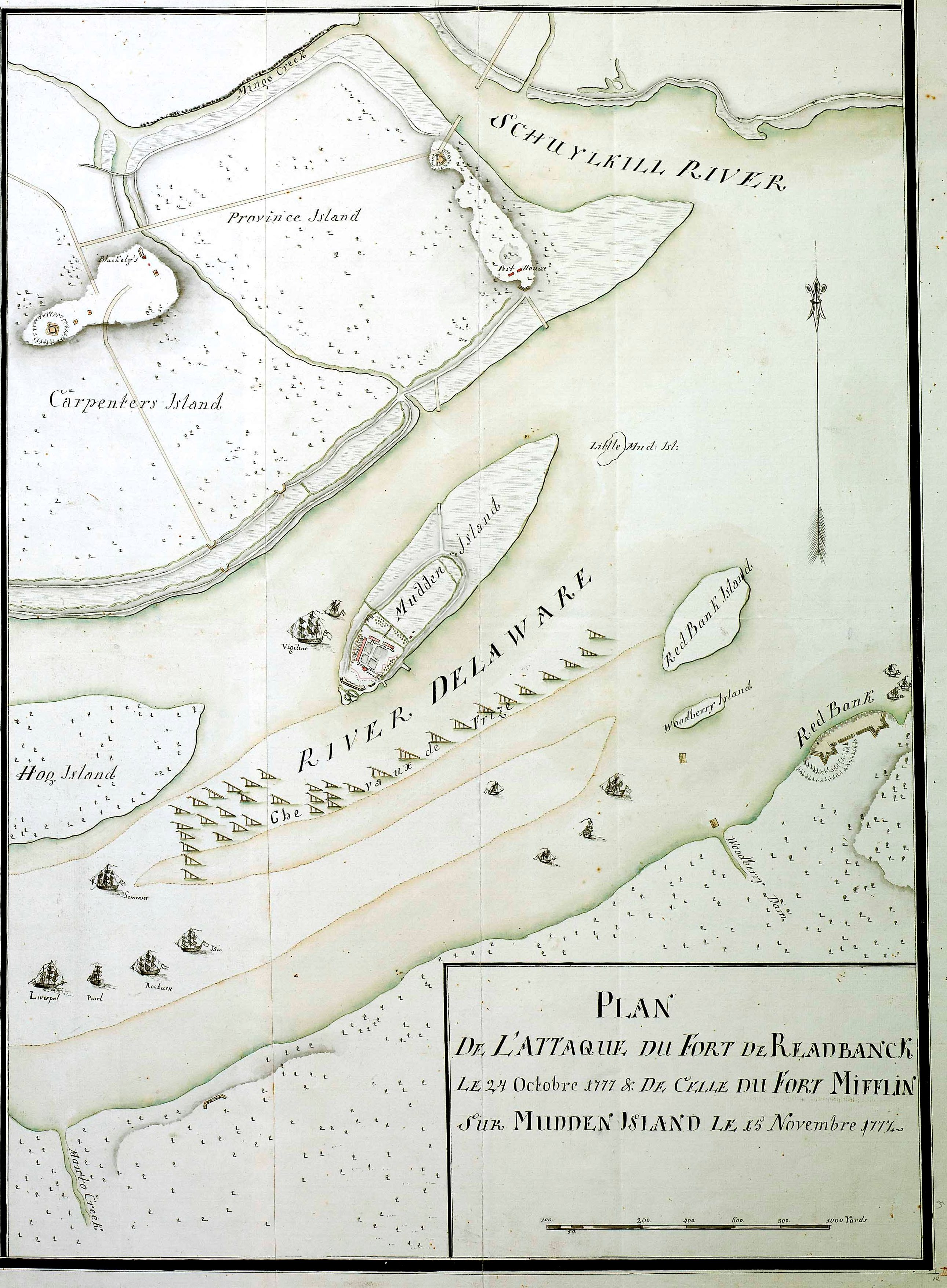
ドイツ兵が描いた地図、1777年のミフリン砦とマーサー砦（レッドバンク）に対する作戦を示している

第二次トレントンの戦いでその攻撃が跳ね返されていたフォン・ドノープは、屈辱と考えられることの報復に燃えていた。その部下に対して「あの砦をドノープ砦と呼ばせるか、渡しが倒れるかのどちらかだ」と宣言していた。フォン・ドノープはその部隊1,200名を二手に分け、10月22日朝に砦に対するに方向の攻撃を掛けさせた。フォン・ドノープとドイツ擲弾兵フォン・リンシング中佐は砦の南から、フリードリヒ・ルドヴィヒ・フォン・ミニゲロード大佐の擲弾兵とヴェルナー・フォン・ミルバッハ中佐の歩兵部隊は砦の北と東から接近することとされた。川に浮かぶイギリス艦隊のマン・オブ・ウォー6艦が攻撃を支援することもあり、フォン・ドノープは夜が来るまでに砦を手に入れられると確信していた。ドイツ砲兵が砦に砲撃を加えた後、リンシングが9フィート (2.7 m) の高さがある南の胸壁に向かったが、その部隊は砦からの激しい砲撃とマスケット銃撃に曝され、後退を強いられた。砦の北では、ミニゲロードの擲弾兵が砦の放棄された部分にある塁壁に取り付いていた。しかし彼等が進むと、先を尖らせた枝のある倒木が絡み合って逆茂木のようになっており、それが砦の主壁を守っていた。それを取り払うための適当な道具も無いままに、そのバリケードをくぐり抜けようとしているところを直ぐに見つけられ、砦の別の面で待ちかまえていたアメリカ兵の銃撃を受けた。ドイツ兵は大きな損失を出して撤退を始め、10マイル (16 km) 離れたハドンフィールドの村にあった宿営地まで落ちていった。そこはクーパーの渡し近くで上陸した後に占領していた。フォン・ドノープは南からの攻撃中に太股を負傷し、撤退する部隊からは置き去られた。致命傷だったフォン・ドノープは砦とウッドベリー・クリークの間、砦の南側工作物のすぐ外にあった農家、ホワイトール・ハウスで3日後に死んだ。
イギリス軍とドイツ兵にとって事態をさらに悪くしたのは、イギリス海軍のマン・オブ・ウォー6艦が、より小さなアメリカ軍砲艦と交戦したことだった。この交戦中に戦列艦HMSオーガスタ（大砲64門搭載）とスループ艦のHMSマーリン（大砲18門搭載）が「シュボー・ド・フリーズ」と呼ばれる水中の障害物を避けようとしていて浅瀬で座礁した。この障害物は大きな木製の槍を、岩を詰めた重い木箱で川底に沈めたものであり、侵入してくるイギリス艦船の船底を突き刺すように仕組まれていた。翌朝、イギリス軍はマーリンを浅瀬から引き出すことができず、アメリカ軍の手に渡すことも望まなかったのでこれに火を付けた。一方オーガスタはミフリン砦からの砲撃で火がついた。翌日オーガスタは爆発した。

## 戦いの後
ドイツ傭兵部隊の報告では戦死、負傷合わせて377名、他に20名が不明または捕虜となっており、一方大陸軍は戦死14名、負傷27名と報告された。ハウはマーサー砦奪取に失敗したことで憤慨し、ドイツ兵連隊にはニュージャージーからの撤退を命じ、一方で大規模な砲撃によるミフリン砦への攻撃作戦を立てた。11月初旬、プロビデンス島のイギリス軍砲台が完成し、多くの艦船がその支援に当たれるようになった。11月10日、イギリス軍はミフリン砦に対する全面砲撃を開始し、それが5日間続いた。イギリス海軍の6隻の艦船とHMSビジラントとフュアリーという浮き砲台が近距離からミフリン砦への砲撃に加わった。5日後の11月15日、ミフリン砦の指揮官シメオン・セイヤー少佐は、守備隊400名のうちの250名が負傷し、弾薬も尽きかけていたので、その夜にアメリカ軍旗を掲げたまま砦を捨てて脱出した。翌朝イギリス軍の小部隊が無人のミフリン砦に抵抗も無く上陸し、アメリカ軍旗を降ろし、廃墟となった砦のうえにイギリスのユニオンジャックを翻させた。このミフリン砦砲撃で、イギリス軍の損失は、水兵と陸兵13名が戦死、24名が負傷、他に艦船と陸上砲台に幾らかの損傷があった。
続いてハウはチャールズ・コーンウォリス将軍に5,000名の兵をつけてマーサー砦攻撃に向かわせ、3マイル (5 km) 南のビリングスポートの渡しで上陸させた。砦のクリストファー・グリーン大佐は、この大部隊の襲来で守備隊が捕まえられるよりも砦を放棄することを選び、11月20日に放棄したので、翌日イギリス軍が占領した。
ジョージ・ワシントンが描いたイギリス軍をフィラデルフィア市で飢えさせるという作戦は、この2つの砦を失ったことで潰えた。このとき唯一の望みはイギリス軍をフィラデルフィア市から誘き出し、自軍のホワイトマーシュに置いた宿営地で会戦を挑むことだった。ハウは12月初旬に市内から出て、大陸軍宿営地の陽動攻撃を掛けたが、大陸軍の陣地が強固に過ぎると判断し、フィラデルフィア市に引き返して、冬の残りを過ごした。ワシントンは冬季宿営のために自軍をバレーフォージに移動させた。

## 現在の戦場跡
現在、レッドバンクの戦い跡は、レッドバンク戦場跡公園と呼ばれ、グロスター郡の公園体系に入っている。
広さ44エーカー (176,000 m2) の公園は、日中のみ公開されている。ホワイトール・ハウスはさらに時間を限定して入館できる。毎年10月にはこの公園の広場で戦闘の再現が行われている。1980年代初期、水難救助員が付けられ、デラウェア川での水泳が許可された。